# Gao Guiying
Gao Guiying 高桂英 (Muerta en 1647) fue una líder rebelde china, y comandante militar.

## Biografía
Desde principios del siglo XVII, la Dinastía Ming se encontraba en decadencia y afrontando gran número de rebeliones campesinas, siendo una de las más grandes la organizada por Li Zicheng, quién reunió con creciente éxito año a año un gran ejército de seguidores descontentos. Se cuenta que Li conoció a Gao mientras él se escondía en casa de su padre, y cuándo él se fue, ella le siguió y tomó parte activa en la rebelión, permaneciendo a su lado al frente del ejército, compartiendo el mando; mientras Li era el comandante de las tropas masculinas, Gao educó, entrenó y dirigió las tropas femeninas de los rebeldes.
La rebelión fue tan exitosa que los ejércitos de Li y Gao pasaron a controlar eficazmente extensas regiones de China gobernándolas independientemente. Esto debilitó al estado Ming, que pronto fue atacado por los manchúes.
En 1644, Li Zicheng capturó Pekín, depuso al último emperador de la dinastía Ming y se proclamó emperador de una dinastía nueva, la Dinastįa Shun 大順. Consiguientemente, su esposa Guiying se convirtió en la emperatriz consorte y tomó el control sobre la ciudad como regente, pero pronto los ejércitos manchúes tomaron Pekín y establecieron la nueva Dinastía Qing. Li fue asesinado en 1645. Gao veía ahora a los manchúes como sus nuevos enemigos, y cambió su lealtad a sus enemigos anteriores: los supervivientes de la familia imperial Ming habían huido e instalado su corte en el sur de China, y Gao se dirigió allí para servirles y continuar la lucha contra los intrusos extranjeros. Fue nombrada "Señora de primer grado" en derecho propio, su posición como comandante militar estaba asegurada y fue declarada nueva protectora de la dinastía Ming del Sur.
Gao Guiying es indudablemente una de las figuras más inusuales e interesantes en la historia china, especialmente considerando el tiempo en que vivió; hubo un gran número de mujeres guerreras en su posición en los tiempos más antiguos, pero desde el siglo XII, la posición social de las mujeres en China disminuyó severamente, y sólo otras dos mujeres en su tiempo ostentaron una posición similar: Shen Yunying y Qin Liangyu.